# Championnat du monde de hockey sur glace 2004
Navigation
Finlande 2003 Autriche 2005

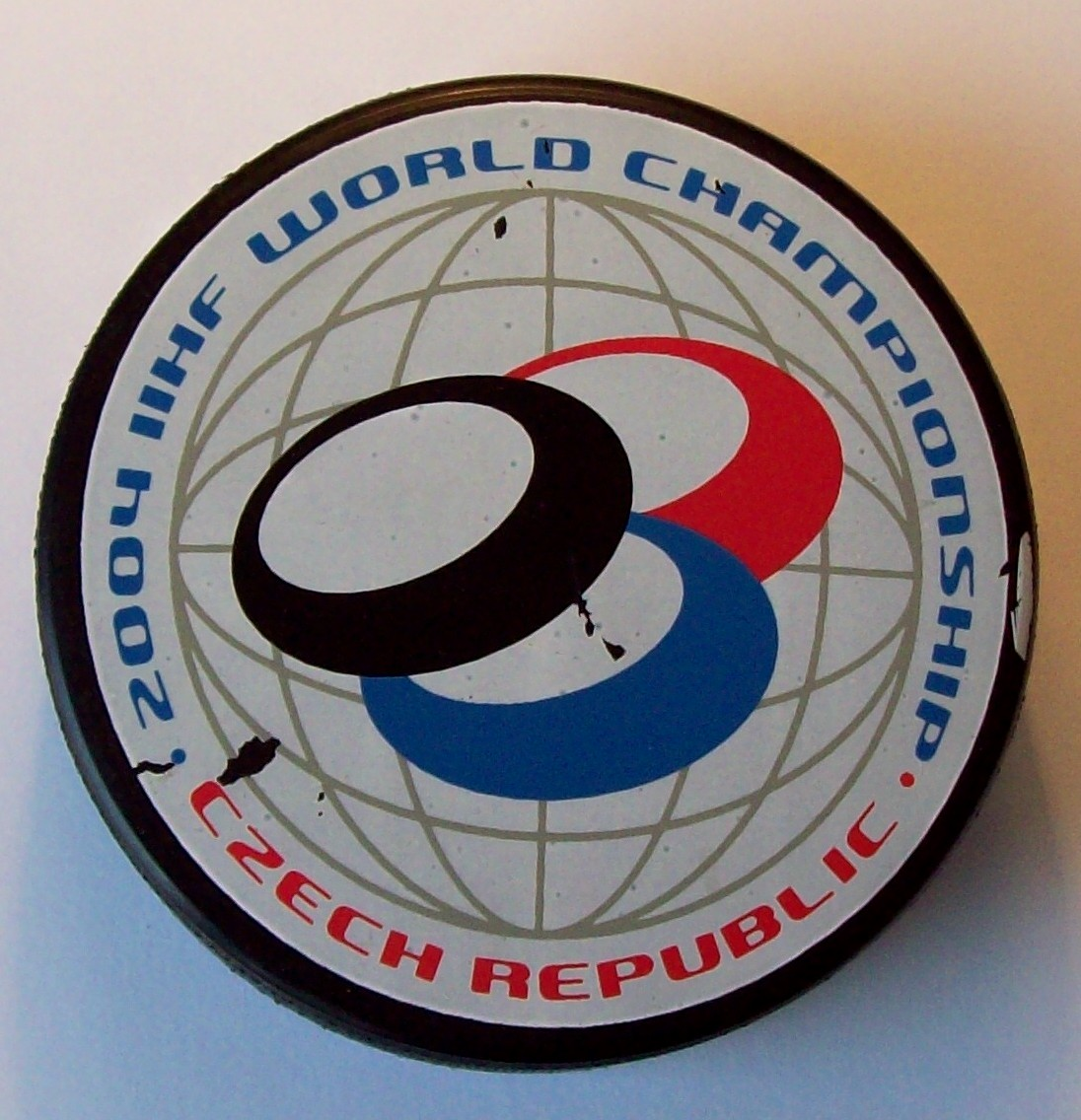
Palet (rondelle) officiel de la compétition

Le Championnat du monde de hockey sur glace 2004 se déroule du 24 avril au 9 mai 2004 à la Sazka Arena de Prague et à Ostrava en République tchèque.

## Tour Préliminaire

### Groupe A
| Clt   | Équipe     | PJ | V | D | N | BP | BC | Pts |
| ----- | ---------- | -- | - | - | - | -- | -- | --- |
| +001, | Tchéquie   | 3  | 3 | 0 | 0 | 15 | 2  | 6   |
| +002, | Lettonie   | 3  | 1 | 1 | 1 | 5  | 5  | 3   |
| +003, | Allemagne  | 3  | 1 | 1 | 1 | 6  | 8  | 3   |
| +004, | Kazakhstan | 3  | 0 | 3 | 0 | 3  | 14 | 0   |

- Qualifié pour le tour qualificatif

- 24 avril : Lettonie 1-3 République tchèque
- 24 avril : Allemagne 4-2 Kazakhstan
- 26 avril : Allemagne 1-1 Lettonie
- 26 avril : République tchèque 7-0 Kazakhstan
- 27 avril : Kazakhstan 1-4 Lettonie
- 28 avril : République tchèque 5-1 Allemagne

### Groupe B
| Clt   | Équipe     | PJ | V | D | N | BP | BC | Pts |
| ----- | ---------- | -- | - | - | - | -- | -- | --- |
| +001, | Slovaquie  | 3  | 2 | 0 | 1 | 10 | 5  | 5   |
| +002, | Finlande   | 3  | 2 | 1 | 0 | 11 | 8  | 4   |
| +003, | États-Unis | 3  | 1 | 1 | 1 | 12 | 8  | 3   |
| +004, | Ukraine    | 3  | 0 | 3 | 0 | 2  | 14 | 0   |

- Qualifié pour le tour qualificatif

- 24 avril : Slovaquie 2-0 Ukraine
- 24 avril : Finlande 4-2 États-Unis
- 26 avril : Finlande 5-1 Ukraine
- 26 avril : États-Unis 3-3 Slovaquie
- 28 avril : Ukraine 1-7 États-Unis
- 28 avril : Slovaquie 5-2 Finlande

### Groupe C
| Clt   | Équipe   | PJ | V | D | N | BP | BC | Pts |
| ----- | -------- | -- | - | - | - | -- | -- | --- |
| +001, | Suède    | 3  | 3 | 0 | 0 | 13 | 4  | 6   |
| +002, | Russie   | 3  | 2 | 1 | 0 | 14 | 6  | 4   |
| +003, | Danemark | 3  | 1 | 2 | 0 | 7  | 14 | 2   |
| +004, | Japon    | 3  | 0 | 3 | 0 | 5  | 15 | 0   |

- Qualifié pour le tour qualificatif

- 24 avril : Danemark 1-5 Suède
- 25 avril : Russie 6-2 Danemark
- 25 avril : Suède 5-1 Japon
- 27 avril : Japon 3-4 Danemark
- 27 avril : Suède 3-2 Russie
- 28 avril : Russie 6-1 Japon

### Groupe D
| Clt   | Équipe   | PJ | V | D | N | BP | BC | Pts |
| ----- | -------- | -- | - | - | - | -- | -- | --- |
| +001, | Canada   | 3  | 2 | 0 | 1 | 8  | 3  | 5   |
| +002, | Autriche | 3  | 1 | 0 | 2 | 12 | 6  | 4   |
| +003, | Suisse   | 3  | 1 | 1 | 1 | 11 | 7  | 3   |
| +004, | France   | 3  | 0 | 3 | 0 | 0  | 15 | 0   |

- Qualifié pour le tour qualificatif

- 24 avril : France 0-6 Autriche
- 25 avril : Suisse 6-0 France
- 25 avril : Autriche 2-2 Canada
- 27 avril : Canada 3-0 France
- 27 avril : Suisse 4-4 Autriche
- 28 avril : Canada 3-1 Suisse

## Tour qualificatif
Les résultats de matchs entre équipes du même groupe au tour préliminaire sont conservés.

### Groupe E
| Clt   | Équipe    | PJ | V | D | N | BP | BC | Pts |
| ----- | --------- | -- | - | - | - | -- | -- | --- |
| +001, | Tchéquie  | 5  | 5 | 0 | 0 | 19 | 5  | 10  |
| +002, | Canada    | 5  | 3 | 1 | 1 | 15 | 10 | 7   |
| +003, | Lettonie  | 5  | 1 | 2 | 2 | 8  | 9  | 4   |
| +004, | Suisse    | 5  | 1 | 2 | 2 | 8  | 11 | 4   |
| +005, | Allemagne | 5  | 1 | 3 | 1 | 6  | 14 | 3   |
| +006, | Autriche  | 5  | 0 | 3 | 2 | 9  | 16 | 2   |

- Qualifié pour les quarts de finale

- 30 avril :  Canada 2-0  Lettonie
- 30 avril :  Tchéquie 2-0  Autriche
- 1er mai :  Lettonie 1-1  Suisse
- 1er mai :  Autriche 1-3  Allemagne
- 2 mai :  Suisse 1-3  Tchéquie
- 2 mai :  Canada 6-1  Allemagne
- 3 mai :  Lettonie 5-2  Autriche
- 3 mai :  Tchéquie 6-2  Canada
- 4 mai :  Allemagne 0-1  Suisse

### Groupe F
| Clt   | Équipe     | PJ | V | D | N | BP | BC | Pts |
| ----- | ---------- | -- | - | - | - | -- | -- | --- |
| +001, | Slovaquie  | 5  | 3 | 0 | 2 | 18 | 5  | 8   |
| +002, | Suède      | 5  | 3 | 0 | 2 | 12 | 5  | 8   |
| +003, | Finlande   | 5  | 3 | 1 | 1 | 17 | 8  | 7   |
| +004, | États-Unis | 5  | 2 | 2 | 1 | 17 | 15 | 5   |
| +005, | Russie     | 5  | 1 | 4 | 0 | 10 | 14 | 2   |
| +006, | Danemark   | 5  | 0 | 5 | 0 | 6  | 33 | 0   |

- Qualifié pour les quarts de finale

- 30 avril :  Suède 1-1  Finlande
- 30 avril :  Slovaquie 2-0  Autriche
- 1er mai :  Finlande 6-0  Danemark
- 1er mai :  Russie 2-3  États-Unis
- 2 mai :  Danemark 0-8  Slovaquie
- 2 mai :  Suède 3-1  États-Unis
- 3 mai :  Finlande 4-0  Russie
- 3 mai :  Slovaquie 0-0  Suède
- 4 mai :  États-Unis 8-3  Danemark

## Tour de relégation

### Groupe G
| Clt   | Équipe     | PJ | V | D | N | BP | BC | Pts |
| ----- | ---------- | -- | - | - | - | -- | -- | --- |
| +001, | Kazakhstan | 3  | 2 | 0 | 1 | 12 | 5  | 5   |
| +002, | Ukraine    | 3  | 1 | 0 | 2 | 10 | 6  | 4   |
| +003, | Japon      | 3  | 0 | 1 | 2 | 7  | 9  | 2   |
| +004, | France     | 3  | 0 | 2 | 1 | 4  | 13 | 1   |

- Relégués en division I au Championnat du monde de hockey sur glace 2005

## Tour final

### Résumé
|  | Quarts de finale | Quarts de finale |           |           | Demi-finales           | Demi-finales |  |  | Finale     | Finale |
|  | Quarts de finale | Quarts de finale |           |           | Demi-finales           | Demi-finales |  |  | Finale     | Finale |
|  |                  |                  |           |           |                        |              |  |  |            |        |
|  |                  |                  |           |           |                        |              |  |  |            |        |
|  |                  |                  |           |           |                        |              |  |  |            |        |
|  | Suède            | 4                |           |           |                        |              |  |  |            |        |
|  | Suède            | 4                |           |           |                        |              |  |  |            |        |
|  | Lettonie         | 1                |           |           |                        |              |  |  |            |        |
|  | Lettonie         | 1                | Suède     | 3         |                        |              |  |  |            |        |
|  |                  |                  | Suède     | 3         |                        |              |  |  |            |        |
|  |                  | États-Unis       | 2         |           |                        |              |  |  |            |        |
|  | Tchéquie         | États-Unis       | 2         | 2         |                        |              |  |  |            |        |
|  | Tchéquie         |                  |           | 2         |                        |              |  |  |            |        |
|  | États-Unis       | 3                |           |           |                        |              |  |  |            |        |
|  | États-Unis       | 3                | Suède     | 3         |                        |              |  |  |            |        |
|  |                  |                  | Suède     | 3         |                        |              |  |  |            |        |
|  |                  | Canada           | 5         |           |                        |              |  |  |            |        |
|  | Slovaquie        | Canada           | 5         | 3         |                        |              |  |  |            |        |
|  | Slovaquie        |                  |           | 3         |                        |              |  |  |            |        |
|  | Suisse           | 1                |           |           |                        |              |  |  |            |        |
|  | Suisse           | 1                | Slovaquie | 1         |                        |              |  |  |            |        |
|  |                  |                  | Slovaquie | 1         | Match pour la 3e place |              |  |  |            |        |
|  |                  | Canada           | 2         |           |                        |              |  |  |            |        |
|  | Canada           | Canada           | 2         | 5         |                        |              |  |  |            |        |
|  | Canada           |                  |           | 5         |                        |              |  |  |            |        |
|  | Finlande         | 4                |           | Slovaquie | 0                      |              |  |  |            |        |
|  | Finlande         | 4                |           | Slovaquie | 0                      |              |  |  |            |        |
|  |                  |                  |           |           |                        |              |  |  | États-Unis | 1      |
|  |                  |                  |           |           |                        |              |  |  | États-Unis | 1      |

### Quarts de finale
5 mai
| Suède 4                                                | Lettonie 1        |
| ------------------------------------------------------ | ----------------- |
| Buts 1. Hoglund 2. Alfredsson 3. Tarnstrom 4. Axelsson | Buts 1. Ignatjevs |

| Tchéquie 2             | États-Unis 3                     |
| ---------------------- | -------------------------------- |
| Buts 1. Škoula 2. Jágr | Buts 1. Park 2. Westrum 3. Roach |

6 mai
| Canada 5                                                           | Finlande 4                                      |
| ------------------------------------------------------------------ | ----------------------------------------------- |
| Buts 1. Heatley 2. Bouwmeester 3. Brewer 4. Staios 5. Heatley (OT) | Buts 1. Peltonen 2. Kallio 3. Niemi 4. Rintanen |

| Slovaquie 3                        | Suisse 1        |
| ---------------------------------- | --------------- |
| Buts 1. Strbak 2. Chara 3. Demitra | Buts 1. Wichser |

### Demi-finales
8 mai
| Slovaquie 1   | Canada 2                  |
| ------------- | ------------------------- |
| Buts 1. Satan | Buts 1. Brière 2. Horcoff |

| États-Unis 2            | Suède 3                                  |
| ----------------------- | ---------------------------------------- |
| Buts 1. Park 2. Halpern | Buts 1. Tarnstrom 2. Hoglund 3. Axelsson |

### Médaille de Bronze
9 mai
| Slovaquie 0 | États-Unis 1       |
| ----------- | ------------------ |
| Buts        | Buts 1. Roach (SO) |

### Finale
9 mai
| Suède 3                                      | Canada 5                                                           |
| -------------------------------------------- | ------------------------------------------------------------------ |
| Buts 1. Hoglund 2. Alfredsson 3. Salomonsson | Buts 1. Smyth 2. Heatley 3. R. Niedermayer 4. Bouwmeester 5. Cooke |

### Meilleurs marqueurs
1. Dany Heatley,  Canada (8 buts, 3 aides, 11 points)
2. Ville Peltonen,  Finlande (4 buts, 6 aides, 10 points)
3. Martin Rucinsky,  Tchéquie (5 buts, 4 aides, 9 points)
4. Jaromír Jágr,  Tchéquie (5 buts, 4 aides, 9 points)
5. Olli Jokinen,  Finlande (5 buts, 3 aides, 8 points)
6. Richard Park,  États-Unis (5 buts, 3 aides, 8 points)
7. Pavol Demitra,  Slovaquie (4 buts, 4 aides, 8 points)
8. Miroslav Satan,  Slovaquie (4 buts, 4 aides, 8 points)
9. Daniel Brière,  Canada (2 buts, 6 aides, 8 points)

### Meilleurs gardiens
1. Fredrik Norrena,  Finlande (0 but par match et 100 % d'arrêts)
2. Alex Westlund,  États-Unis (0 but par match et 100 % d'arrêts)
3. Karol Krizan,  Slovaquie (0 but par match et 100 % d'arrêts)
4. Jean-Sébastien Giguère,  Canada (0,5 but par match et 97,5 % d'arrêts)
5. Jan Lasak,  Slovaquie (1 but par match et 95,4 % d'arrêts)
6. Roman Cechmanek,  Tchéquie (1 but par match et 94,4 % d'arrêts)
7. Jussi Markkanen,  Finlande (1 but par match et 90,9 % d'arrêts)
8. Tomas Vokoun,  Tchéquie (1,11 but par match et 94,4 % d'arrêts)
9. Henrik Lundqvist,  Suède (1,64 but par match et 92,5 % d'arrêts)
10. Arturs Irbe,  Lettonie (1,8 but par match et 92,5 % d'arrêts)

## Classement final
| Place | Équipe     |
| ----- | ---------- |
| 1     | Canada     |
| 2     | Suède      |
| 3     | États-Unis |
| 4     | Slovaquie  |
| 5     | Tchéquie   |
| 6     | Finlande   |
| 7     | Lettonie   |
| 8     | Suisse     |
| 9     | Allemagne  |
| 10    | Russie     |
| 11    | Autriche   |
| 12    | Danemark   |
| 13    | Kazakhstan |
| 14    | Ukraine    |
| 15    | Japon      |
| 16    | France     |

### Effectif vainqueur
| Place | Pays   | Joueurs |
| ----- | ------ | --- |
| 1     | Canada | Roberto Luongo, Eric Brewer, Jay Bouwmeester, Jamie Heward, Brendan Morrison, Willie Mitchell, Shawn Horcoff, Justin Williams, Jeff Friesen, Dany Heatley, Jean-Pierre Dumont, Brenden Morrow, Matt Cooke, Steve Staios, Scott Niedermayer, Glen Murray, Jeff Shantz, Marc Denis, Jean-Sébastien Giguère, Patrice Bergeron, Rob Niedermayer, Daniel Brière, Derek Morris, Nick Schultz, Ryan Smyth |

## Division I

### Groupe A
Division I, Groupe A joué à Oslo en Norvège, du 4 au 18 avril
| Clt   | Équipe          | PJ | V | D | N | BP | BC | Pts |
| ----- | --------------- | -- | - | - | - | -- | -- | --- |
| +001, | Biélorussie     | 5  | 5 | 0 | 0 | 34 | 9  | 10  |
| +002, | Norvège         | 5  | 3 | 1 | 1 | 31 | 14 | 7   |
| +003, | Pays-Bas        | 5  | 2 | 2 | 1 | 21 | 22 | 5   |
| +004, | Hongrie         | 5  | 2 | 2 | 1 | 20 | 24 | 5   |
| +005, | Grande-Bretagne | 5  | 1 | 3 | 1 | 18 | 18 | 3   |
| +006, | Belgique        | 5  | 0 | 5 | 0 | 7  | 44 | 0   |

- Promu en division élite au Championnat du monde de hockey sur glace 2005
- Relégués en division II au Championnat du monde de hockey sur glace 2005

### Groupe B
Division I, Groupe B joué à Gdańsk en Pologne, du 12 au 18 avril
| Clt   | Équipe       | PJ | V | D | N | BP | BC | Pts |
| ----- | ------------ | -- | - | - | - | -- | -- | --- |
| +001, | Slovénie     | 5  | 5 | 0 | 0 | 33 | 5  | 10  |
| +002, | Italie       | 5  | 4 | 1 | 0 | 26 | 7  | 8   |
| +003, | Pologne      | 5  | 2 | 1 | 2 | 25 | 14 | 5   |
| +004, | Estonie      | 5  | 2 | 1 | 2 | 26 | 23 | 5   |
| +005, | Roumanie     | 5  | 1 | 4 | 0 | 9  | 35 | 2   |
| +006, | Corée du Sud | 5  | 0 | 5 | 0 | 7  | 42 | 0   |

- Promu en division élite au Championnat du monde de hockey sur glace 2005
- Relégués en division II au Championnat du monde de hockey sur glace 2005

## Division II

### Groupe A
Division II, Groupe A joué à Jaca en Espagne, du 12 au 18 avril
| Clt   | Équipe     | PJ | V | D | N | BP | BC | Pts |
| ----- | ---------- | -- | - | - | - | -- | -- | --- |
| +001, | Chine      | 5  | 4 | 1 | 0 | 39 | 13 | 8   |
| +002, | Croatie    | 5  | 4 | 1 | 0 | 32 | 6  | 8   |
| +003, | Australie  | 5  | 3 | 1 | 1 | 40 | 18 | 7   |
| +004, | Espagne    | 5  | 2 | 2 | 1 | 29 | 13 | 5   |
| +005, | Israël     | 5  | 0 | 4 | 1 | 3  | 28 | 1   |
| +006, | Luxembourg | 5  | 0 | 4 | 1 | 5  | 70 | 1   |

- Promu en division I au Championnat du monde de hockey sur glace 2005
- Relégués en division III au Championnat du monde de hockey sur glace 2005

### Groupe B
Division II, Groupe B joué à Elektrenai en Lituanie, du 12 au 18 avril
| Clt   | Équipe               | PJ | V | D | N | BP | BC | Pts |
| ----- | -------------------- | -- | - | - | - | -- | -- | --- |
| +001, | Lituanie             | 5  | 5 | 0 | 0 | 70 | 7  | 10  |
| +002, | Serbie-et-Monténégro | 5  | 4 | 1 | 0 | 55 | 23 | 8   |
| +003, | Corée du Nord        | 5  | 3 | 2 | 0 | 22 | 20 | 6   |
| +004, | Bulgarie             | 5  | 2 | 3 | 0 | 20 | 30 | 4   |
| +005, | Nouvelle-Zélande     | 5  | 1 | 4 | 0 | 13 | 61 | 2   |
| +006, | Afrique du Sud       | 5  | 0 | 5 | 0 | 9  | 48 | 0   |

- Promu en division I au Championnat du monde de hockey sur glace 2005
- Relégués en division III au Championnat du monde de hockey sur glace 2005

## Division III
La Division III fut jouée à Reykjavik en Islande, du 16 au 21 mars
| Clt   | Équipe  | PJ | V | D | N | BP | BC | Pts |
| ----- | ------- | -- | - | - | - | -- | -- | --- |
| +001, | Islande | 4  | 3 | 0 | 1 | 46 | 8  | 7   |
| +002, | Turquie | 4  | 3 | 1 | 0 | 26 | 14 | 6   |
| +003, | Mexique | 4  | 2 | 1 | 1 | 29 | 8  | 5   |
| +004, | Irlande | 4  | 1 | 3 | 0 | 23 | 23 | 2   |
| +005, | Arménie | 4  | 0 | 4 | 0 | 2  | 73 | 0   |

- Promu en division II au Championnat du monde de hockey sur glace 2005